# Fabrica de Staruri

Fabrika zveozd (în rusă Фабрика звёзд, lit.: Fabrica de Staruri) este un show de televiziune care a fost difuzat pe Pervîi Kanal între anii 2002 și 2011. Este versiunea rusească a formatului Endemol – Operación Triunfo.
Show-ul a avut parte de șapte sezoane, toate fiind găzduite (prezentate) de Iana Ciurikova. Printre vedetele lansate prin intermediul acestui show sunt: Timati, Iulia Saviceva, Natalia Podolskaia, Dmitri Koldun și Elena Temnikova.

## Primul sezon (2002)
- Korni (câștigător)
  - Pavel Artemiev
  - Aleksandr Astashenok
  - Aleksandr Berdnikov
  - Aleksei Kabanov
- Fabrika (locul doi)
  - Sati Kazanova
  - Aleksandra Savelyeva
  - Irina Toneva
  - Maria Alalykina (former member)
- Mikhail Grebenshikov (locul trei)
- Konstantin Dudoladov
- Gera Tuzikov (Gera Levi)
- Sherif Musa (JAM)
- Zhanna Cherukhina
- Nikolai Burlak
- Anna Kulikova
- Ekaterina Shemyakina
- Yulia Buzhilova

Producător: Igor Matvienko

## Al doilea sezon (2003)
- Polina Gagarina (câștigător)
- Yelena Terleyeva (locul doi)
- Elena Temnikova (locul trei)
- Yulia Savicheva
- Evgeniya Rasskazova
- Kristian Leinich
- Marianna Belezkaya
- Maria Rzhevskaya
- Aleksei Semenov
- Mikhail Reshetnikov
- Pier Narciss
- Dmitriy Astashenok
- Irakliy Pirzhalava
- Yuliya Volkova
- Gennadiy Lagutin
- Dmitriy Praskovjin

Producător: Maxim Fadeev

## Al treilea sezon (2003)
- Nikita Malinin (câștigător)
- Aleksandr Kireev (locul doi)
- Yulia Michalchik (locul trei)
- Irina Ortmann
- Maria Vebber
- Roamn Barsukov
- Nikolay Slichenko
- Svetlana Svetikova
- Ruslan Kurik
- Irina Zhelnova
- Anastasia Krainova
- Kseniya Valeeva
- Dmitriy Golubev
- Oleg Dobrinin
- Lesya Yaroslavskaya
- Sofiya Kuzmina

Producător: Aleksandr Shulgin

## Al patrulea sezon (2004)
- Irina Dubțova (câștigător)
- Anton Zacepin (locul doi)
- Stas Piekha (locul trei)
- Timati
- Nataliya Korshunova
- Ivan Breusov
- Aleksandr Breslavskiy (Dominick Joker)
- Kseniya Larina
- Anastasia Kochetkova
- Nadezhda Igoshina
- Nataliya Polyanskaya
- Victoria Bogoslavskaya
- Evgeniya Volkonskaya
- Yuriy Titov
- Anton Yampolskiy (Paul)
- Ratmir Shishkov
- Aleksandra Chvikova (Aleksa)
- Yaroslav Illarionov

Producător: Igor Krutoi

## Al cincilea sezon (2004)
- Victoria Dayneko (câștigător)
- Ruslan Masyukov (locul doi)
- Natalia Podolskaya (locul trei)
- Mikhail Veselov (locul trei)
- Andrey Shumskiy
- Elena Kukarskaya (Elena Sergeevna)
- Konstantin Legostaev
- Aleksandra Balakireva
- Elena Kaufmann
- Darya Klushnikova
- Radion Zabolotskiy (Roger)
- Irson Kudikova
- Julianna Karaulova
- Mike Mironenko
- Aksinya Verjak
- Miguel
- Kirill Garnik
- Lerika Golubeva

Producători: Alla Pugacheva, Igor Matvienko, Maxim Fadeev

## Al șaselea sezon (2006)
- Dmitriy Koldun (câștigător)
- Arseniy Borodin (locul doi)
- Zara (locul trei)
- Aleksei Khvorostyan
- Aleksei Korzin
- Prokhor Shalyapin
- Dan Petrov
- Arina Ryzhenkova
- Anastasia Shevchenko
- Roman Arkhipov
- Yulia Lysenko
- Aleksandra Gurkova
- Sogdiana Fedorinskaya
- Mila Kulikova
- Viktoriya Kolesnikova
- Olga Voronina
- Sabrina Gadzhikaibova
- Chelsea

Producător: Victor Drobîș

## Al șaptelea sezon (2007)
- Anastasiya Prikhodko (câștigător)
- Mark Tishmann (locul doi)
- Yin-Yang (locul trei)
  - Artyom Ivanov
  - Yulia Parshuta
  - Sergey Ashikhmin
  - Tatyana Bogacheva
- BiS (locul trei)
  - Dmitriy Bikbaev
  - Vlad Sokolovsky
- Gergiy Ivashenko (Pups)
- Alexei Kuznetzov (Aleksei Svetlov)
- Margarita Gerasimovich (Dakota)
- Korneliya Donato Mango
- Nataliya Tumshevits
- Ekaterina Zipina
- Anna Kolodko
- Phil Chinyanga (Phil Yang)

Spares:
- Elena Mizuk
- Vitaliy Chirva
- Leonid Panov
- Yulia Zemskaya

Producători: Konstantin Meladze, Valeri Meladze

## Al optulea sezon (2011)
Igor Matvienko
- Fabrika
- Victoria Dayneko
- Korni

Igor Krutoi
- Anastasia Kochetkova
- Dominick Joker
- Irina Dubcova

Victor Drobîș
- Zara
- Natalia Podolskaya
- Chelsea

Konstantin Meladze
- Mark Tishmann
- Vlad Sokovskiy
- Yin-Yang

Câștigători:
- Victoria Dayneko (prima)
- Chelsea (al doilea)
- Irina Dubcova (al treilea)
- Mark Tishmann (premiul producătorilor)